# Reichsmarine

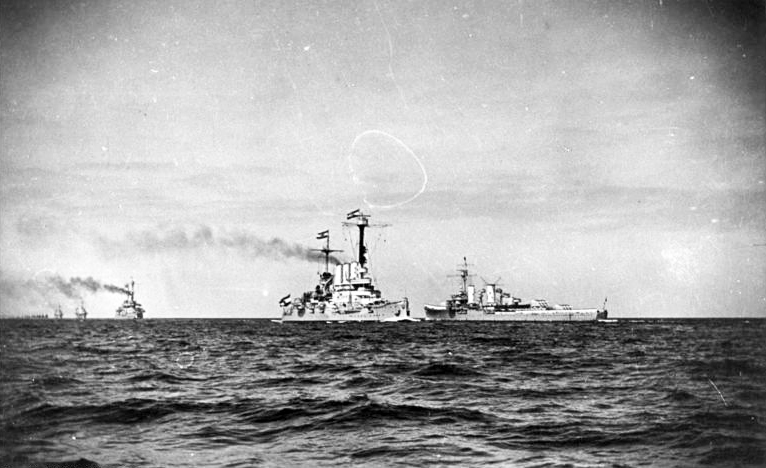
Các đơn vị của Reichsmarine trong một đợt thao diễn vào năm 1929. Một chiếc tuần dương hạm lớp Königsberg ở bên phải.

Reichsmarine (Hải quân Đế chế) là tên gọi của Hải quân Đức dưới thời Cộng hòa Weimar và hai năm đầu tiên của Đức Quốc xã. Đây là nhánh hải quân của Reichswehr, tồn tại từ năm 1919 đến năm 1935. Vào năm 1935 thì trở thành Kriegsmarine, một nhánh của Wehrmacht do chính Adolf Hitler thay đổi.

## Vorläufige Reichsmarine
Vorläufige Reichsmarine (Hải quân Đế quốc Lâm thời) được thành lập sau khi kết thúc Thế chiến I từ Kaiserliche Marine. Các quy định của Hiệp ước Versailles hạn chế quân số hải quân Đức xuống còn 15.000 người và không có tàu ngầm, trong khi hạm đội bị giới hạn còn sáu thiết giáp hạm Dreadnought cũ, sáu tàu tuần dương và 12 tàu khu trục. Những phần thay thế cho các thiết giáp hạm cũ đều bị giới hạn kích thước tối đa 10.000 tấn.

## Reichsmarine

### Quy mô và trang bị
Hiệp ước Versailles giới hạn quy mô và trang bị vũ khí của Reichsmarine và ngăn việc tiếp thu công nghệ mới. Các hạn chế được dự định để ngăn chặn hải quân Đức trở thành một mối đe dọa cho lực lượng Đồng Minh. Mặt khác, các nước Đồng Minh đã chắc chắn rằng Reichsmarine sẽ là lực lượng mạnh nhất trong tương lai gần tại vùng biển Baltic, đóng vai trò như là một đối trọng chống lại nhà nước Liên Xô mới khai sinh, vốn bị các nước Đồng Minh xem là mất lòng tin.
Đức chỉ được phép sở hữu sáu tàu thiết giáp, sáu tàu tuần dương, mười hai tàu khu trục và mười hai tàu phóng ngư lôi. Reichsmarine đã cố gắng đáp ứng sự hạn chế vũ khí với chủng loại vũ khí bí mật và những cải tiến kỹ thuật như sự ra đời của chiếc chiến hạm lớp Deutschland. Giới hạn trọng lượng pháp lý cho các tàu thuyền là 35.000 tấn. 
Danh sách các tàu Reichsmarine:
- Chiến hạm lớp Deutschland
  - SMS Schleswig-Holstein (1908-1944)
  - SMS Hannover (1907-1944)
  - SMS Schlesien (1908-1945)
- Chiến hạm lớp Braunschweig
  - SMS Braunschweig (1904-1932)
  - SMS Elsass (1904-1936)
  - SMS Hessen (1905-1960)
- Tuần dương hạm lớp Bremen
  - SMS Berlin (1906-1929)
- Tuần dương hạm lớp Gazelle (3.033 tấn, pháo 10 × 1 – 105 mm)
  - SMS Nymphe (1900-1931)
  - SMS Thetis (1901-1929)
  - SMS Amazone (1901-1931)
  - SMS Medusa (1901-1929)
  - SMS Arcona (1903-1945)
- Tuần dương hạm lớp Emden (6.000 tấn, pháo 8 x 150 mm)
  - Emden (1925-1945)
- Tuần dương hạm lớp Königsberg (7.200 tấn, pháo 9 x 150 mm)
  - Königsberg (1929-1940)
  - Karlsruhe (1929-1940)
  - Köln (1930-1945)
- Tuần dương hạm lớp Leipzig (8.000 tấn, pháo 9 x 150 mm)
  - Leipzig (1931-1946)
  - Nürnberg (1935-1945)
- Tuần dương hạm lớp Deutschland (10.800 tấn, pháo ba nòng 6 x 280 mm)
  - Deutschland (1933-1948)
  - Đô đốc Scheer (1934-1945)
  - Đô đốc Graf Spee (1936-1939)
- Tàu mục tiêu điều khiển bằng radio
  - SMS Zähringen (1902-1945)